# Burton Albion F.C.
Burton Albion Football Club – angielski klub piłkarski z Burton upon Trent, założony w 1950 roku. Obecnie występuje w League One. Klub ten rozgrywa swoje mecze na Pirelli Stadium. Od 2021 roku trenerem jest Jimmy Floyd Hasselbaink.
Przydomkiem klubu jest Brewers, nawiązuje on do piwowarskich tradycji miasta.

## Pierwszy zespół
Stan na 1 września 2017
| Nr | Poz. | Piłkarz                                         |
| -- | ---- | ----------------------------------------------- |
| 1  | BR   | Stephen Bywater                                 |
| 2  | OB   | John Brayford                                   |
| 3  | OB   | Stephen Warnock                                 |
| 4  | PO   | Jamie Allen                                     |
| 5  | OB   | Kyle McFadzean                                  |
| 6  | OB   | Ben Turner                                      |
| 7  | PO   | Luke Murphy (wypożyczony z Leeds United)        |
| 8  | PO   | Matty Lund                                      |
| 9  | NA   | Sean Scannell (wypożyczony z Huddersfield Town) |
| 10 | NA   | Lucas Akins                                     |
| 11 | PO   | Lloyd Dyer                                      |
| 12 | OB   | Tom Flanagan                                    |
| 13 | BR   | Connor Ripley (wypożyczony z Middlesbrough)     |

| Nr | Poz. | Piłkarz                                 |
| -- | ---- | --------------------------------------- |
| 15 | PO   | Tom Naylor                              |
| 16 | NA   | Luke Varney                             |
| 17 | NA   | Marvin Sordell                          |
| 18 | PO   | Will Miller                             |
| 19 | PO   | Matt Palmer                             |
| 20 | NA   | Joe Mason (wypożyczony z Wolverhampton) |
| 21 | PO   | Hope Akpan                              |
| 22 | PO   | Ben Fox                                 |
| 23 | OB   | Jake Buxton                             |
| 24 | BR   | Harry Campbell                          |
| 25 | OB   | Shaun Barker                            |
| 26 | PO   | Joe Sbarra                              |
| 27 | NA   | Liam Boyce                              |